# Vajnach (taal)
De Vaynakh-taal is een macrotaal die hoofdzakelijk bestaat uit het Tsjetsjeens en het Ingoesjetisch. Ook andere dialecten, bijvoorbeeld het Melhi-dialect, behoren tot de Vaynakh-taal. Het wordt gesproken in Tsjetsjenië en Ingoesjetië en vormt samen met het Baats de Nakh-tak van de Noord-Kaukasische taalfamilie.
Talen die behoren tot de Vaynakh-taal zijn onderling verstaanbaar. Zo is het Tsjetsjeens begrijpbaar voor Ingoesjen en vice versa.